# Park Sang-young
Park Sang-Young –en hangul, 박상영– (Jinju, 16 d'octubre de 1995) és un esportista sud-coreà que competeix en esgrima, especialista en la modalitat d'espasa.
Va participar en dos Jocs Olímpics d'Estiu en els anys 2016 i 2020, i hi va obtenir dues medalles, or a Rio de Janeiro 2016 i bronze a Tòquio 2020.
Va guanyar dues medalles de plata en el Campionat del Món d'esgrima entre els anys 2014 i 2018.

## Trajectòria internacional
| Jocs Olímpics     | Jocs Olímpics           | Jocs Olímpics | Jocs Olímpics     |
| Any               | Lloc                    | Posició       | Prova             |
| ----------------- | ----------------------- | ------------- | ----------------- |
| 2016              | Rio de Janeiro (Brasil) | 1             | Espasa individual |
| 2016              | Rio de Janeiro (Brasil) | 5a posició    | Espasa per equips |
| 2020              | Tòquio (Japó)           | 7a posició    | Espasa individual |
| 2020              | Tòquio (Japó)           | 3             | Espasa per equips |
| Campionat del món |                         |               |                   |
| Any               | Lloc                    | Medalla       | Prova             |
| 2014              | Kazan (Rússia)          | 2             | Espasa per equips |
| 2017              | Leipzig (Alemanya)      | 1/32 final    | Espasa individual |
| 2017              | Leipzig (Alemanya)      | 9a posició    | Espasa per equips |
| 2018              | Wuxi (Xina)             | 6a posició    | Espasa individual |
| 2018              | Wuxi (Xina)             | 2             | Espasa per equips |
| 2019              | Budapest (Hongria)      | 1/16 final    | Espasa individual |
| 2019              | Budapest (Hongria)      | 6a posició    | Espasa per equips |
| 2022              | El Caire (Egipte)       | 1/32 finals   | Espasa individual |
| 2022              | El Caire (Egipte)       | 7a posició    | Espasa per equips |